# هالوموناس تیتانیکا

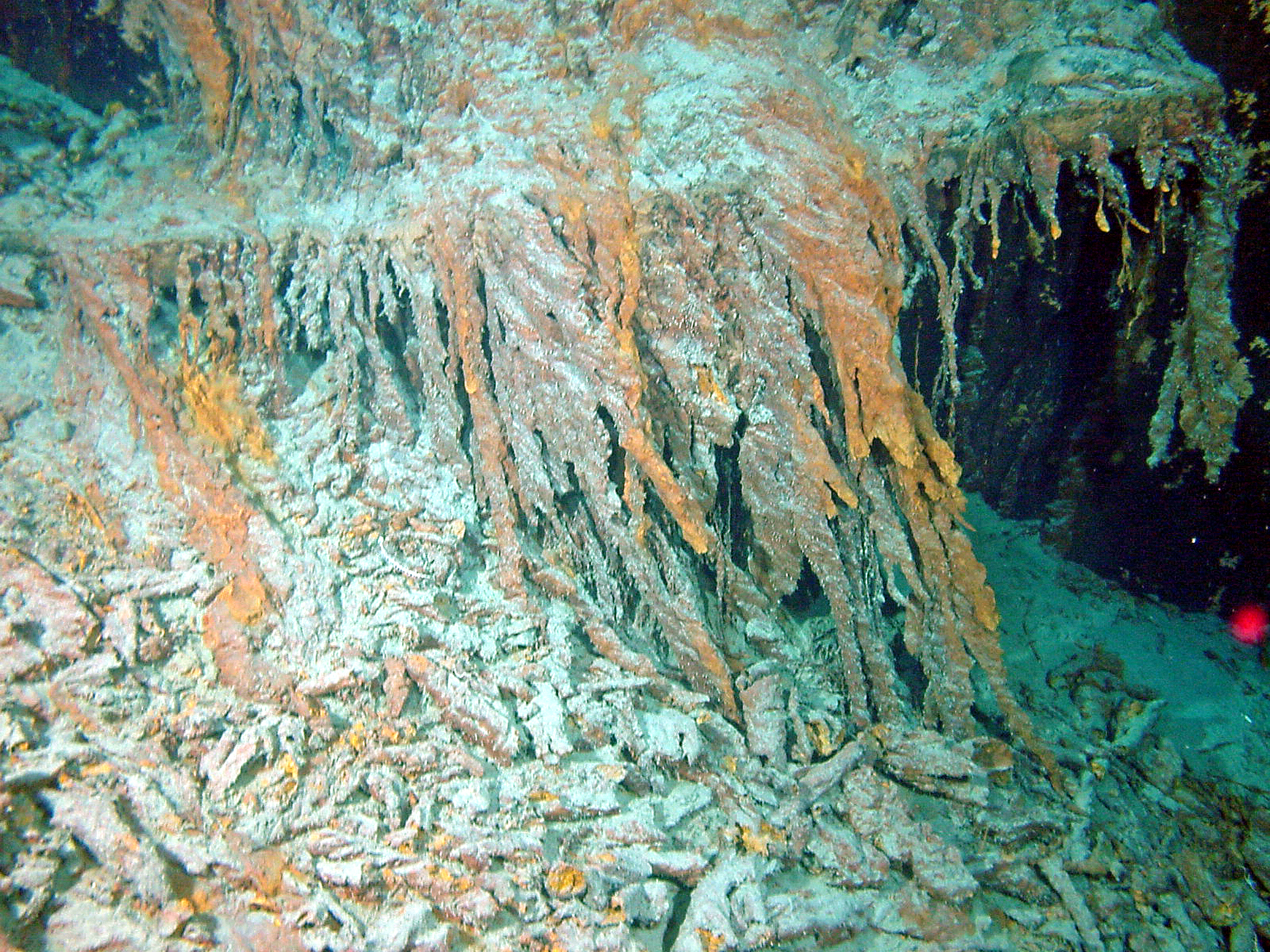
هالوموناس تیتانیکا

هالوموناس تیتانیکا (نام علمی: Halomonas titanicae) نام یک گونه از شاخه پروتئوباکتریا است.
این باکتری در ابتدا به افتخار محققان یابندهٔ آن، BH1T نامیده شد. سلول‌های BH1T به سطح تگ‌های فلزی چسبیده و فلز را تخریب می‌کند و از این حیث یک باکتری «بد» محسوب می‌شود.
هالوموناس تایتانیکا یک گونه از باکتری است که در محل غرق شدن تایتانیک در لاشه کشتی یافت شده است. خانم دکتر هنریتا مان این باکتری را با استفاده از فناوری‌های DNA، هنگام تجزیه و تحلیل نمونه‌ای از تایتانیک در سال ۱۹۹۱ میلادی کشف کرد. او فرض را بر این گذاشت که باکتری با سرعتی زیاد در حال خوردن فلز کشتی تایتانیک است، این ایده به نظر اغراق‌آمیز می‌آمد. وقتی از او پرسیده شد که چه مدت طول خواهد کشید تا تایتانیک به توده‌ای از زنگ در کف دریا مبدل شود، او گفته است نمی‌دانم باکتری با چه سرعتی آهن را خواهد خورد، اما با مقایسهٔ عکس‌های قدیمی لاشهٔ کشتی با آخرین تغییرات در تصاویر جدید، این روند، سریع به نظر می‌رسد. شاید در ۲۰ یا ۳۰ سال آینده، بر جای لاشهٔ کنونی، فقط پشته‌ای از زنگ آهن باقی بماند.
برآورد دیگر این است که ممکن است کشتی تایتانیک ۱۵ یا ۲۰ سال زودتر متلاشی شود و فرو می‌ریزد، اما در این اخبار نیز اغراق شده است.
این باکتری هم‌چنین به عنوان خطری بالقوه برای سکوهای نفتی و دیگر اشیاء فلزی ساختهٔ دست بشر در اعماق دریا، ذکر شده است؛ هر چند یک مزیت کشف هالوموناس تایتانیکا این است که کشتی‌های قدیمی غرق شده و جای گرفته بر بستر آب‌های عمیق، توسط این باکتری بازیافت خواهد شد.